# Utirik
Utirik (marsz. Utrōk, co oznacza południowy kwiat) – zamieszkany atol położony na Wyspach Marshalla. Należy do archipelagu Ratak Chain na Oceanie Spokojnym. Według danych za rok 2011 atol zamieszkiwało łącznie 435 osób (wzrost w stosunku do 1999 roku, kiedy to liczba ta wynosiła 433), na wyspach znajdowały się 74 domy. Zlokalizowany jest tu także port lotniczy z pasem startowym o długości 732 m (kod IATA: UTR).
Atol został odkryty przez Álvara de Saavedra Ceróna w 1527.
W wyniku eksplozji termojądrowej na atolu Bikini przeprowadzonej przez Stany Zjednoczone w ramach prób atomowych pod kryptonimem „Castle Bravo” w marcu 1954 roku ówcześni mieszkańcy atolu zostali narażeni na promieniowanie wynoszące 15 radów. 3 marca 1954 zarządzono ich ewakuację. Do swoich domów powrócili w czerwcu 1954.

## Geografia i przyroda
Utrik leży 6 km na wschód od atolu Taka i składa się 6 wysp (według innego źródła wysp jest 10) m.in. Utirik, Aon, Pigowak, Nalab i Allok o łącznej powierzchni 2,43 km². Tworzy on kształt nieregularnego trójkąta. Łączna powierzchnia laguny wynosi 57,73 km². W przeszłości atol określano nazwami: Button Island, Kutusoff, Kutusov, Kutusov Smolensky, Otirik, Smolenski, Wudrok i Wuterek.
W 1967 r. stwierdzono występowanie na Utirik 10 gatunków ptaków, w tym 1 lęgowego (Gygis alba) i 4 potencjalnie lęgowych (Phaethon lepturus, Cairina moschata, Gallus gallus, Thaiasseus bergii). Na atolu spotkać można następujące gatunki roślin: Asclepias curassavica, Caesalpinia bonduc, Cenchrus echinatus, Centella asiatica, Crinum asiaticum, Eleusine indica, Eragrostis amabilis, Euphorbia cyathophora, Euphorbia heterophylla, Euphorbia hirta, Euphorbia thymifolia, Gossypium barbadense, Ipomoea violacea, Leucaena leucocephala, Mirabilis jalapa, Nerium oleander, Ocimum basilicum, Phyllanthus amarus, Pseuderanthemum carruthersii i Russelia equisetiformis.